# الصين في عينيها (أغنية)
«الصين في عينيها» (بالإنجليزية: China in Her Eyes)‏ هي أغنية لفرقة الموسيقى الألمانية مودرن توكينج وتضم مغني الراب الأمريكي إريك سينجلتون. تم إصداره في يناير 2000 كأول أغنية من ألبوم الاستوديو التاسع عام التنين. على الرغم من أن الأغنية حققت نجاحًا معتدلًا خارج ألمانيا وبلغت ذروتها في المرتبة 20 في سويسرا والمرتبة 22 في النمسا والمرتبة 26 في السويد، إلا أنها تمكنت من الوصول إلى المركز الثامن في منزل الثنائي في ألمانيا حيث قضت إجمالي تسعة أسابيع على الرسم البياني الفردي.

## قائمة التشغيل
CD-Maxi Hansa 74321 72297 2 (BMG) / EAN 0743217229726 31.01.2000
1. «الصين في عينيها» (نسخة فيديو) - 3:09
2. «الصين في عينيها» (النسخة الصوتية) - 3:46
3. «الصين في عينيها» (نسخة فيديو موسعة) - 4:49
4. «الصين في عينيها» (ريمكس) - 4:25

## روابط خارجية
- كلمات الأغنية الكاملة على مترولايركس
- China In Her Eyes على Discogs (قائمة بالإصدارات)